# Josep Mas i Pascual
Josep Mas i Pascual (Palaudàries -Lliçà d'Amunt-, Vallès Oriental, 1841 - 1915) va ésser un hisendat i batlle de Lliçà d'Amunt (1877-1881) i, dins el catalanisme polític, signà el Missatge a la Reina Regent (1888), presentà esmenes al Projecte de bases per a la constitució regional catalana (1891) i fou nomenat delegat a l'Assemblea de Manresa (1891). En els darrers anys de la seua vida va militar a la Lliga Regionalista.